# Барапазавр
Барапазавр (Barapasaurus, букв. «довгоногий ящір») — рід базальних завроподів з юрських порід Індії. Складається з єдиного виду — Barapasaurus tagorei. Барапазавр походить з нижньої частини формації Кота, що простягається від ранньої до середньої юри. Таким чином, це один з найбільш ранніх відомих завроподів.
Рід зберігся за приблизно 300 кістками щонайменше шести особин, так що скелет майже повністю відомий, за винятком передніх шийних хребців і черепа. Це робить барапазавра одним з найбільш детально вивчених завроподів раннього юрського періоду.

## Історія відкриття та назва
Всі відомі скам'янілості походять з одного родовища в околицях міста Почампаллі, штат Телангана, центральна Індія. Перші кістки були знайдені в 1958 році, але більшість зразків були розкопані в 1960 і 1961 роках. У 1975 році знахідки були науково описані палеонтологом Соханом Лал Джаїном та його колегами. У 2010 році був опублікований більш детальний остеологічний опис (Bandyopadhyay et al.).
Викопний матеріал барапазавра зберігається в палеонтологічній колекції Індійського статистичного інституту (ІСІ), а більшість кісток є частиною експозиції в Геологічному музеї ІСІ.

### Назва
Назва «Barapasaurus» — «довгоногий ящір» — походить від «bara», що означає «великий», і «pa», що означає «нога» в декількох індійських мовах, включаючи бенгальську та грецького слова «sauros», що означає «ящір». Ця назва використовувалася як nomen nudum після того, як у 1961 році було відкопано стегнову кістку розміром понад 1,7 м. Видова назва «tagorei» означає «тагорський», на честь бенгальського поета, письменника, художника і музиканта Рабіндраната Тагора. Перший рік польових досліджень був проведений у рік сторіччя від дня народження Тагора.

## Скам'янілості

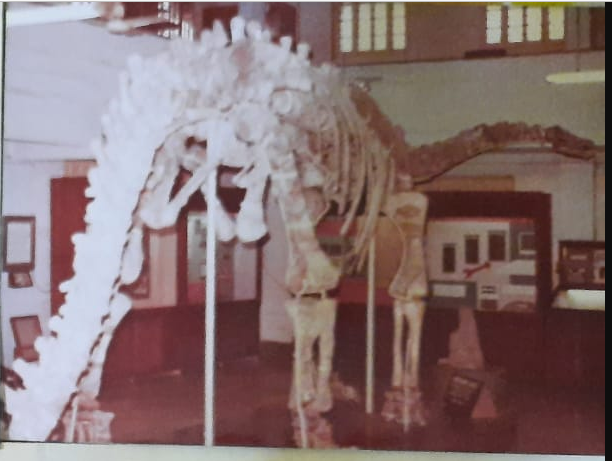
Змонтована реконструкція Barapasaurus tagorei, за описом Джаїна (1979 р.)

Barapasaurus tagorei відомий завдяки великому кістковому шару, знайденому в нижній формації Кота, що містить приблизно 300 кісток щонайменше шести особин різного віку. Жодних залишків черепа, окрім зубів, не було знайдено. Вік цих скам'янілостей є спірним, оскільки з формацією Кота не пов'язані вулканічні породи, вік яких можна визначити радіометричним датуванням. Їхній вік можна оцінити лише шляхом біостратиграфічного порівняння з іншими шарами порід, що ускладнюється відсутністю надійних порівняльних скам'янілостей у цій формації.
Вік зразків барапазавра, як правило, оцінюється як ранній юрський, зокрема, нижня формація Кота датується від синемюру до плінсбаху, приблизно 184—200 мільйонів років тому. Однак деякі дослідження стверджують, що формація Кота датується середньою юрою або навіть пізніше.

## Опис

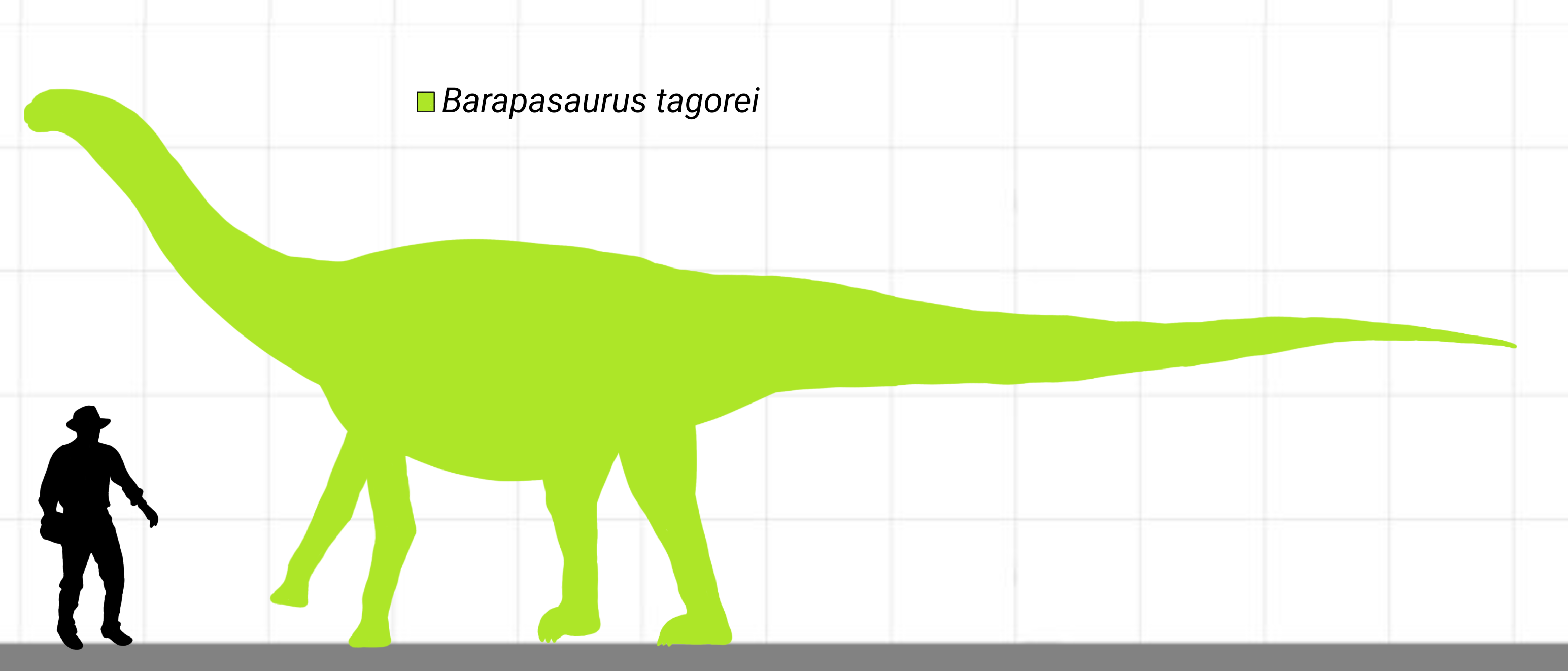
Розміри барапазавра у порівнянні з людиною

Хоча барапазавр був дуже раннім і неспеціалізованим завроподом, він демонструє план будови, характерний для пізніших, більш похідних завроподів. Його шийні хребці були витягнуті, утворюючи довгу шию. Тулуб був коротким і підтримував колоноподібні кінцівки, що зумовлювало чотириногу поставу. Розміри барапазавра оцінюється у приблизно в 12—14 метрів завдовжки та 7 тонн ваги.
Хребетний стовп вже має багато рис, характерних для пізніших завроподів, що дозволяло їм досягти великих розмірів тіла, хоча у пізніх завроподів ці риси розвинуті набагато сильніше. Хребет барапазавра демонструють ранні ознаки порожнистості задля полегшення маси тіла тварини. Дорсальні хребці стабілізуються за допомогою гіпосфенно-гіпантрумних суглобових поверхонь — додаткових виступів, які з'єднують хребці між собою. Криж зміцнюється за рахунок додаткового четвертого крижового хребця.
Від черепа відомі лише три цілих зуби та три коронки. Найбільший збережений зуб сягає 5,8 см заввишки. Як і у пізніших завроподів, зуби барапазавра мають ложкоподібну форму і зморшкувату емаль. Характерною ознакою є груба зазубреність.